# フルート (銃火器)
フルーティング（fluting）とは、円柱状の表面から素材を取り除くこと、一般的には溝を彫ること。銃火器では、ライフルのバレルに対して行われる加工だが、リボルバーのシリンダーやボルトアクションライフルのボルトのことを指す場合もある。リボルバーのシリンダーとは対照的に、ライフルは通常、バレルだけでなくボルトもフルートされている。

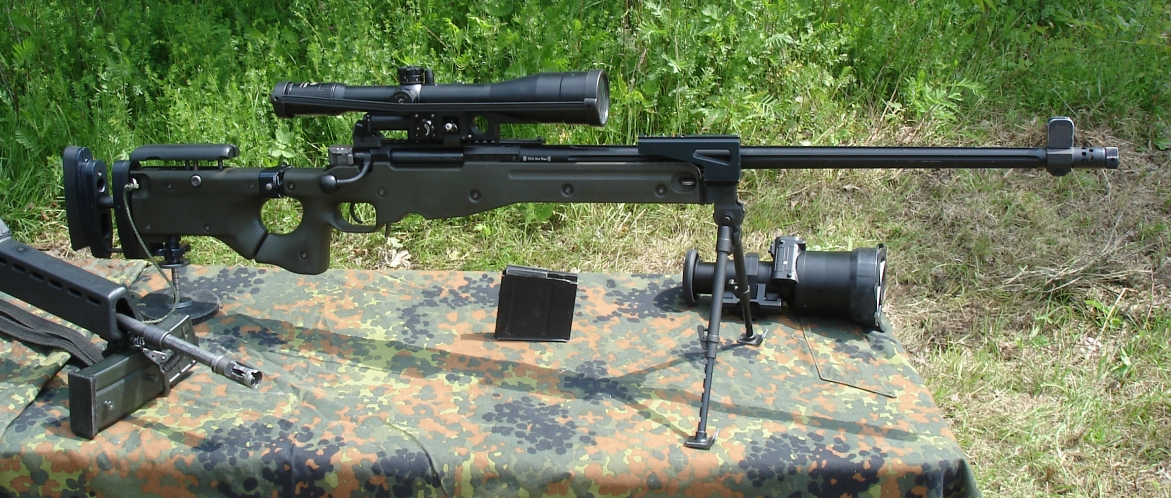
バレルがフルートされたドイツ陸軍のG22。

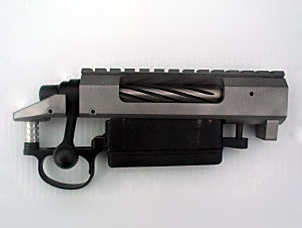
PGW Timberwolf 。フルートされたボルト。

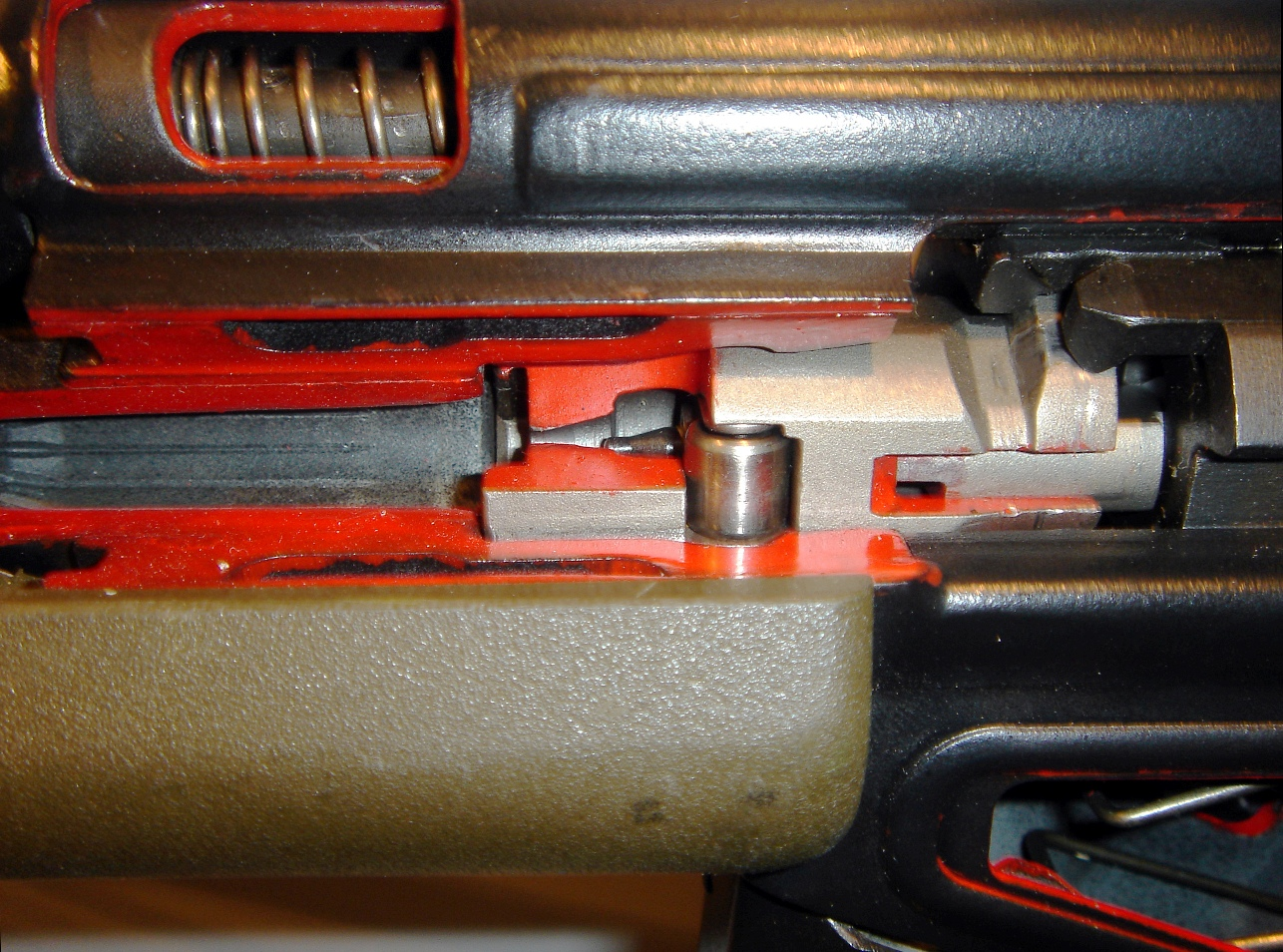
H&K G3のカットモデル。薬室内面の前半に溝が彫られている

フルーティングの主な目的は軽量化で、可能な範囲で剛性を犠牲にするものだが、表面積を増やすことで放熱性を高めるためでもある。しかし直径が同じ場合、フルートされたバレルは早く冷却する一方、フルートの無いバレルは多少重い分より頑丈で、吸熱量が大きい。

## 薬室内面のフルート
多くの銃器は、弾丸の抽出を容易にするために溝付きの薬室を使用している。。

## 参考資料
1. ↑  "The Real Benefits of Barrel Fluting" by Joel Avila, 1LT(P), EN, USAR, 12 August 2004
2. ↑  Fulton Armory FAQ: "What's the deal with fluted barrels? Do I want one?" by Clint McKee and Gryffin Archived 2010-10-30 at the Wayback Machine.
3. ↑  Jon R. Sundra "Weighing In On Fluted Barrels". Guns Magazine. FindArticles.com. 17 Jun, 2010. http://findarticles.com/p/articles/mi_m0BQY/is_8_46/ai_63772599/
4. ↑  Barrel FAQ at 6mmBR.com
5. ↑  https://hb-plaza.com/fluted-chamber/